# Magdaleno Mercado
Magdaleno Mercado Gutiérrez, conocido como el Chivo y el Cañón Humeante por su potente disparo con la pierna derecha, tanto en tiros libres como en disparos fuera del área. Este apodo fue puesto por el comentarista deportivo Angel Fernández en sus narraciones por la televisión mexicana. Jugaba de mediocampista. Nació en La Experiencia), Jalisco el 4 de abril de 1944 y falleció el 6 de marzo de 2020). Fue un futbolista mexicano. Es hermano del también futbolista y ex-árbitro Jesús Mercado.

## Carrera deportiva
Producto de las fuerzas inferiores de los llamados en ese tiempo las Margaritas del Atlas. Fue volante del Atlas de 1963 a 1970, cuando el equipo en esa época fue conocido como Los Niños Académicos por la gran camada de jugadores mexicanos muy talentosos, jóvenes y de gran calidad que surgieron en esa época como el Gato Javier Vargas, los hermanos Chuy Delgado y Pepe Delgado, José Antonio Rodríguez, Fernando Padilla que muchos llegaron a jugar en la Selección Nacional. Al terminar su ciclo con el Atlas, en donde inclusive sufrió un descenso en la temporada 1970-71 a la Segunda División, cuando en tres dramáticos partidos fueron derrotados por los Tuzos del Pachuca. En la temporada 1971-72 fue jugador con los Tuneros de San Luis cuando este equipo ascendió por primera vez a la Primera División en la temporada 1970-1971, hasta el momento de su retiro. A pesar de su calidad, nunca pudo ser campeón con el Atlas.
Participó con la Selección de futbol de México en la Copa Mundial de Futbol de 1966 en Inglaterra bajo las órdenes de Nacho Trelles el entrenador nacional y en donde México ocupo el lugar 12° entre 16 participantes.

## Retiro
Al retirarse como futbolista activo fue visor de nuevos talentos para los Zorros del Atlas, llegando a reclutar a jugadores que más tarde serían seleccionados nacionales y jugadores de Copa del Mundo, además de desarrollar carrera en Europa como Pavel Pardo, Andrés Guardado, Jared Borgetti y Rafael Márquez.

## Muerte
Magdaleno Mercado falleció el 6 de marzo de 2020 por complicaciones de sus enfermedades crónicas degenerativas en Guadalajara, Jalisco. 